# Явоже (гмина Новы-Жмигруд)
Яво́же (пол. Jaworze, русин. Явірє) — село в Польше, находящееся на территории гмины Новы-Жмигруд Ясленского повята Подкарпатского воеводства.

## География
Село располагается в 9 км. от села Новы-Жмигруд, в 22 км. от Ясло и в 67 км. от Жешува.

## История
После  Второй мировой войны часть жителей села, которые были лемками, перебралась на Украину и поселилась в районе Львова и Тернополя. Остальная часть жителей была переселена в 1947 году на западные территории Польши во время операции «Висла».